# Arno Combe
Arno Combe (* 1940 in Maulbronn) ist ein deutscher Erziehungswissenschaftler.

## Leben
Von 1960 bis 1962 absolvierte er ein Lehramtsstudium an der PH Stuttgart-Ludwigsburg mit dem Schwerpunkt Musik (1962 erste Staatsprüfung für das Lehramt an Volks- und Realschulen; 1965 zweite Prüfung für das Lehramt an Volks- und Realschulen). Von 1966 bis 1970 absolvierte er ein Promotionsstudium in Erziehungswissenschaft, Psychologie und Soziologie an der TH Darmstadt und Universität Mannheim (insbesondere bei Hans-Jochen Gamm (Pädagogik), Helmut Dahmer (Psychoanalyse), Manfred Teschner (Soziologie) und Karl Schlechta (Philosophie), alle TH Darmstadt sowie bei Mario Rainer Lepsius (Soziologie), Martin Irle (Sozialpsychologie) und Elfriede Höhn (Schulpädagogik), alle Universität Mannheim). 1973 wurde er Universitätsprofessor am Fachbereich Gesellschaftswissenschaften der Goethe-Universität mit dem Schwerpunkt Bildungssoziologie. Von 1994 bis 2006 war er Professor (C4) für Erziehungswissenschaft unter besonderer Berücksichtigung der Schulpädagogik mit dem Schwerpunkt Theorie der Schule in Hamburg.
Seine Forschungsschwerpunkte sind Mikrologie unterrichtlicher Verstehensprozesse, hermeneutische Rekonstruktionsmethodologie, Lernen als Erfahrungs- und Phantasieprozess und Professionalisierungsprozesse unter besonderer Berücksichtigung der hermeneutischen Anforderungen der Lehrertätigkeit.

## Schriften (Auswahl)
- Kritik der Lehrerrolle. Gesellschaftliche Voraussetzungen und soziale Folgen des Lehrerbewußtseins. München 1971, ISBN 3-471-61662-4.
- Zur Arbeitssituation des Lehrers. Staatliche Bildungspolitik und Schulpraxis. München 1975, ISBN 3-471-61670-5.
- Alles Schöne kommt danach. Die jungen Pädagogen – Lebensentwürfe und Lebensgeschichten der Nachkriegsgenerationen. Eine sozialpsychologische Deutung. Reinbek bei Hamburg 1983, ISBN 3-498-00860-9.
- Bilder des Fremden. Romantische Kunst und Erziehungskultur. Zur Genese der Struktureigenschaften künstlerischen und pädagogischen Handelns. Opladen 1992, ISBN 3-531-12241-X.